# Sportverein Eintracht Trier 05 1999-2000
Questa voce raccoglie le informazioni riguardanti lo Sportverein Eintracht Trier 05 nelle competizioni ufficiali della stagione 1999-2000.

## Stagione
Nella stagione 1999-2000 l'Eintracht Trier, allenato da Peter Vollmann e Paul Linz, concluse il campionato di Regionalliga ovest-sudovest al 5º posto. In Coppa di Germania l'Eintracht Trier fu eliminato agli ottavi dall'Hansa Rostock.

## Rosa
| N. |                     | Ruolo | Calciatore       |
| -- | ------------------- | ----- | ---------------- |
| 1  | Germania (bandiera) | P     | Daniel Ischdonat |
| 2  | Germania (bandiera) | D     | Michael Prus     |
| 4  | Germania (bandiera) | D     | Sven Teichmann   |
| 5  | Serbia (bandiera)   | D     | Vito Milošević   |
| 7  | Germania (bandiera) | C     | Dirk de Wit      |
| 8  | Germania (bandiera) | C     | Dirk Fengler     |
| 9  | Germania (bandiera) | A     | Danny Winkler    |
| 10 | Germania (bandiera) | C     | Rudi Thömmes     |
| 12 | Germania (bandiera) | C     | Frank Süs        |
| 13 | Germania (bandiera) | C     | Reinhold Breu    |
| 14 | Germania (bandiera) | C     | Dirk Klinge      |
| 15 | Germania (bandiera) | D     | Ingo Berens      |
| 16 | Germania (bandiera) | C     | Werner Heinzen   |
| 17 | Germania (bandiera) | C     | Sascha Hörster   |

| N. |                                 | Ruolo | Calciatore          |
| -- | ------------------------------- | ----- | ------------------- |
| 18 | Romania (bandiera)              | C     | Catalin Racanel     |
| 19 | Bosnia ed Erzegovina (bandiera) | D     | Miodrag Latinovic   |
| 22 | Germania (bandiera)             | P     | Pierre Esser        |
| 29 | Camerun (bandiera)              | A     | Georges Mouyémé     |
|    | Germania (bandiera)             | P     | Ibrahim Bolu        |
|    | Germania (bandiera)             | D     | Christian Albrecht  |
|    | Germania (bandiera)             | D     | Jörg Bach           |
|    | Romania (bandiera)              | D     | Antal Weiszenbacher |
|    | Germania (bandiera)             | C     | Alexander Leibrock  |
|    | Germania (bandiera)             | C     | Carsten Schiel      |
|    | Germania (bandiera)             | A     | Zoran Janjos        |
|    | Germania (bandiera)             | A     | Alexander Roso      |
|    | Corea del Sud (bandiera)        | A     | Dong-won Seo        |
|    | Germania (bandiera)             | A     | Frank Thömmes       |

## Organigramma societario
Area tecnica
- Allenatore: Paul Linz
- Allenatore in seconda:
- Preparatore dei portieri:
- Preparatori atletici:
- Analisi video:

## Calciomercato

### Sessione estiva
| Acquisti | Acquisti           | Acquisti           | Acquisti |
| R.       | Nome               | da                 | Modalità |
| -------- | ------------------ | ------------------ | -------- |
| D        | Jörg Bach          | Fortuna Düsseldorf |          |
| C        | Dirk de Wit        | Wuppertal          |          |
| C        | Sascha Hörster     | Salmrohr           |          |
| A        | Jozef Hrivnak      | TSV Pöllau         |          |
| C        | Alexander Leibrock | Homburg            |          |
| C        | Catalin Racanel    | Elversberg         |          |
| C        | Carsten Schiel     | Salmrohr           |          |

| Cessioni | Cessioni        | Cessioni      | Cessioni |
| R.       | Nome            | a             | Modalità |
| -------- | --------------- | ------------- | -------- |
| A        | Marek Czakon    | Elversberg    |          |
| C        | Robbie Middleby | NZL Knights   |          |
| C        | Mikhail Smirnov | TuS Montabaur |          |

### Sessione invernale
| Acquisti | Acquisti      | Acquisti          | Acquisti |
| R.       | Nome          | da                | Modalità |
| -------- | ------------- | ----------------- | -------- |
| A        | Dong-won Seo  | Ulsan HD          |          |
| A        | Danny Winkler | Kickers Stoccarda |          |

| Cessioni | Cessioni        | Cessioni    | Cessioni |
| R.       | Nome            | a           | Modalità |
| -------- | --------------- | ----------- | -------- |
| A        | Jozef Hrivnak   | Cloppenburg |          |
| A        | Ermin Melunovic | Magonza     |          |
| A        | Vlado Papić     | Magdeburgo  |          |

## Risultati

### Regionalliga ovest-sudovest

#### Girone di andata
| Arbitro: | Dardenne |

|                                               |           |               |
| Bamba 19’, 23’ Litimba 25’, 30’ Schlösser 53’ | Marcatori | 68’ Melunovic |

| Arbitro: | Seemann |

|                             |           |            |
| Melunovic 52’ Milošević 57’ | Marcatori | 1’ Schultz |

| Arbitro: | Jansen |

|                                 |           |                      |
| Melunovic 6’, 57’, 61’ Breu 79’ | Marcatori | 62’ (aut.) Teichmann |

| Elversberg 15 agosto 1999, ore 15:00 CEST 4ª giornata | Elversberg | 0 – 0 referto | Eintracht Treviri | Waldstadion an der Keiserlinde (2 000 spett.)\| Arbitro: \| Raquet \| |
| Arbitro:                                              | Raquet     |               |                   |                                                                       |

| Arbitro: | Steil |

|                                              |           |                                |
| Papić 15’, 48’ de Wit 69’ (rig.) Heinzen 73’ | Marcatori | 41’ Bugri 55’ (aut.) Teichmann |

| Arbitro: | Buchkremer |

|  |           |                           |
|  | Marcatori | 36’ Thömmes 59’ Melunovic |

| Arbitro: | Sahler |

|                           |           |  |
| Racanel 43’ Milošević 58’ | Marcatori |  |

| Arbitro: | Kortholt |

|                               |           |               |
| Teixeira 15’, 21’ Korobka 76’ | Marcatori | 33’ Teichmann |

| Arbitro: | Buchkremer |

|                          |           |  |
| Racanel 9’ Melunovic 63’ | Marcatori |  |

| Verl 26 settembre 1999, ore 15:00 CEST 10ª giornata | Verl       | 0 – 0 referto | Eintracht Treviri | Stadion an der Poststraße (890 spett.)\| Arbitro: \| Riederwald \| |
| Arbitro:                                            | Riederwald |               |                   |                                                                    |

| Arbitro: | Weiss |

|          |           |                 |
| Breu 82’ | Marcatori | 42’ Przondziono |

| Arbitro: | Weber |

|             |           |             |
| Podszus 11’ | Marcatori | 42’ Thömmes |

| Arbitro: | Schneider |

|  |           |            |
|  | Marcatori | 90’ Kakala |

| Arbitro: | Späker |

|                              |           |                                    |
| Wolf 50’ Konjevic 73’ (rig.) | Marcatori | 2’ Teichmann 67’ Papić 72’ Racanel |

| Arbitro: | Kinhöfer |

|               |           |  |
| Melunovic 10’ | Marcatori |  |

| Arbitro: | Kynast |

|                                                    |           |  |
| Katriniok 13’, 85’ Silberbach 38’ Lucke 78’ (rig.) | Marcatori |  |

| Arbitro: | Margenberg |

|                                                         |           |             |
| Hörster 17’ Racanel 21’ de Wit 42’ Mouyémé 56’ Breu 86’ | Marcatori | 16’ Tonello |

| Arbitro: | Henes |

|  |           |           |
|  | Marcatori | 52’ Papić |

| 5 dicembre 1999 19ª giornata |  | – turno di riposo |  |  |

#### Girone di ritorno
| Arbitro: | Raquet |

|  |           |                                     |
|  | Marcatori | 45’ Krohm 46’, 58’ Litimba 84’ Karp |

| Arbitro: | Weiss |

|  |           |                      |
|  | Marcatori | 73’ Breu 89’ Mouyémé |

| Arbitro: | Diergarten |

|                           |           |             |
| Nadj 4’ (rig.) Meinke 59’ | Marcatori | 40’ Fengler |

| Arbitro: | Schneider |

|             |           |  |
| Winkler 62’ | Marcatori |  |

| Arbitro: | Könen |

|                                     |           |  |
| Riethmann 13’ Knoche 16’ Öztürk 77’ | Marcatori |  |

| Arbitro: | Raquet |

|                            |           |                           |
| Milošević 4’ Teichmann 34’ | Marcatori | 15’ M'Boma 90’ Hundshagen |

| Arbitro: | Schräer |

|           |           |             |
| Putilo 5’ | Marcatori | 18’ Racanel |

| Arbitro: | Henes |

|            |           |  |
| Schiel 64’ | Marcatori |  |

| Arbitro: | Kynast |

|  |           |                       |
|  | Marcatori | 31’ Seo 43’, 47’ Breu |

| Arbitro: | Gebhardt |

|             |           |                           |
| Winkler 59’ | Marcatori | 1’ Plaßhenrich 83’ Goumai |

| Arbitro: | Müller |

|  |           |             |
|  | Marcatori | 66’ Winkler |

| Arbitro: | Friedrichs |

|                           |           |                       |
| Fengler 19’ Latinovic 33’ | Marcatori | 76’ Donovan 78’ Demir |

| Arbitro: | Wegener-Gärtner |

|             |           |          |
| Schwinn 39’ | Marcatori | 32’ Breu |

| Arbitro: | Weber |

|                         |           |  |
| Winkler 79’ Hörster 88’ | Marcatori |  |

| Arbitro: | Späker |

|                        |           |        |
| Molz 86’ Hutwelker 87’ | Marcatori | 7’ Seo |

| Arbitro: | Diergarten |

|                                 |           |                               |
| Winkler 34’ Thömmes 38’ Seo 85’ | Marcatori | 56’ (aut.) Hörster 79’ Ebbers |

| Arbitro: | Seemann |

|                                           |           |             |
| Anderbrügge 2’ van Buskirk 60’ Ottiji 76’ | Marcatori | 46’ Heinzen |

| Arbitro: | Neis |

|             |           |           |
| Winkler 39’ | Marcatori | 53’ Adzic |

| 5 dicembre 1999 38ª giornata |  | – turno di riposo |  |  |

### Coppa di Germania
| Arbitro: | Meyer |

|                                                        |                      |                                                       |
| Milošević 89’ (rig.)                                   | Marcatori            | 59’ Kritzer                                           |
| Teichmann Papić Racanel Breu Milošević Heinzen Hörster | Tiri di rigore 5 – 4 | Braun Arnold Molata Fährmann Lakies Bäumer Schütterle |

| Arbitro: | Jansen |

|                 |           |         |
| Thömmes 2’, 57’ | Marcatori | 33’ Max |

| Arbitro: | Albrecht |

|  |           |                                                      |
|  | Marcatori | 63’ Arvidsson 66’ Brand 80’ Breitkreutz 82’ Baumgart |

## Statistiche

### Statistiche di squadra
| Competizione                | Punti | In casa | In casa | In casa | In casa | In casa | In casa | In trasferta | In trasferta | In trasferta | In trasferta | In trasferta | In trasferta | Totale | Totale | Totale | Totale | Totale | Totale | DR |
| Competizione                | Punti | G       | V       | N       | P       | Gf      | Gs      | G            | V            | N            | P            | Gf           | Gs           | G      | V      | N      | P      | Gf     | Gs     | DR |
| --------------------------- | ----- | ------- | ------- | ------- | ------- | ------- | ------- | ------------ | ------------ | ------------ | ------------ | ------------ | ------------ | ------ | ------ | ------ | ------ | ------ | ------ | -- |
| Regionalliga ovest-sudovest | 60    | 18      | 11      | 4       | 3       | 34      | 20      | 18           | 6            | 5            | 7            | 20           | 27           | 36     | 17     | 9      | 10     | 54     | 47     | +7 |
| Coppa di Germania           | -     | 3       | 1       | 1       | 1       | 3       | 6       | 0            | 0            | 0            | 0            | 0            | 0            | 3      | 1      | 1      | 1      | 3      | 6      | -3 |
| Totale                      | 60    | 21      | 12      | 5       | 4       | 37      | 26      | 18           | 6            | 5            | 7            | 20           | 27           | 39     | 18     | 10     | 11     | 57     | 53     | +4 |

### Andamento in campionato
| Giornata  | 1  | 2  | 3 | 4 | 5 | 6 | 7 | 8 | 9 | 10 | 11 | 12 | 13 | 14 | 15 | 16 | 17 | 18 | 19 | 20 | 21 | 22 | 23 | 24 | 25 | 26 | 27 | 28 | 29 | 30 | 31 | 32 | 33 | 34 | 35 | 36 | 37 | 38 |
| --------- | -- | -- | - | - | - | - | - | - | - | -- | -- | -- | -- | -- | -- | -- | -- | -- | -- | -- | -- | -- | -- | -- | -- | -- | -- | -- | -- | -- | -- | -- | -- | -- | -- | -- | -- | -- |
| Luogo     | T  | C  | C | T | C | T | C | T | C | T  | C  | T  | C  | T  | C  | T  | C  | T  |    | C  | T  | T  | C  | T  | C  | T  | C  | T  | C  | T  | C  | T  | C  | T  | C  | T  | C  |    |
| Risultato | P  | V  | V | N | V | V | V | P | V | N  | N  | N  | P  | V  | V  | P  | V  | V  |    | P  | V  | P  | V  | P  | N  | N  | V  | V  | P  | V  | N  | N  | V  | P  | V  | P  | N  |    |
| Posizione | 19 | 10 | 5 | 4 | 3 | 2 | 2 | 4 | 3 | 4  | 4  | 4  | 5  | 4  | 4  | 4  | 4  | 3  | 4  | 5  | 4  | 4  | 4  | 5  | 5  | 5  | 5  | 4  | 4  | 4  | 5  | 5  | 4  | 5  | 4  | 5  | 5  | 5  |

Legenda:

Luogo: C = Casa; T = Trasferta. Risultato: V = Vittoria; N = Pareggio; P = Sconfitta.

### Statistiche dei giocatori
| Giocatore        | Regionalliga | Regionalliga | Regionalliga | Regionalliga | Coppa di Germania | Coppa di Germania | Coppa di Germania | Coppa di Germania | Totale   | Totale | Totale      | Totale     |
| Giocatore        | Presenze     | Reti         | Ammonizioni  | Espulsioni   | Presenze          | Reti              | Ammonizioni       | Espulsioni        | Presenze | Reti   | Ammonizioni | Espulsioni |
| ---------------- | ------------ | ------------ | ------------ | ------------ | ----------------- | ----------------- | ----------------- | ----------------- | -------- | ------ | ----------- | ---------- |
| C. Albrecht      | 0            | 0            | 0            | 0            | 0                 | 0                 | 0                 | 0                 | 0        | 0      | 0           | 0          |
| J. Bach          | 4            | 0            | 0            | 0            | 1                 | 0                 | 0                 | 0                 | 5        | 0      | 0           | 0          |
| I. Berens        | 9            | 0            | 1            | 0            | 1                 | 0                 | 0                 | 0                 | 10       | 0      | 1           | 0          |
| I. Bolu          | 0            | 0            | 0            | 0            | 0                 | 0                 | 0                 | 0                 | 0        | 0      | 0           | 0          |
| R. Breu          | 26           | 7            | 2            | 1            | 3                 | 0                 | 1                 | 0                 | 29       | 7      | 3           | 1          |
| P. Esser         | 0            | 0            | 0            | 0            | 0                 | 0                 | 0                 | 0                 | 0        | 0      | 0           | 0          |
| D. Fengler       | 23           | 2            | 4            | 0            | 2                 | 0                 | 1                 | 0                 | 25       | 2      | 5           | 0          |
| W. Heinzen       | 31           | 2            | 8            | 0            | 2                 | 0                 | 1                 | 0                 | 33       | 2      | 9           | 0          |
| J. Hrivnak       | 6            | 0            | 1            | 0            | 0                 | 0                 | 0                 | 0                 | 6        | 0      | 1           | 0          |
| S. Hörster       | 34           | 2            | 8            | 0            | 3                 | 0                 | 1                 | 0                 | 37       | 2      | 9           | 0          |
| D. Ischdonat     | 36           | 0            | 2            | 0            | 3                 | 0                 | 0                 | 0                 | 39       | 0      | 2           | 0          |
| Z. Janjos        | 2            | 0            | 0            | 0            | 0                 | 0                 | 0                 | 0                 | 2        | 0      | 0           | 0          |
| D. Klinge        | 15           | 0            | 1            | 0            | 1                 | 0                 | 0                 | 0                 | 16       | 0      | 1           | 0          |
| M. Latinovic     | 10           | 1            | 3            | 1            | 0                 | 0                 | 0                 | 0                 | 10       | 1      | 3           | 1          |
| A. Leibrock      | 9            | 0            | 1            | 0            | 2                 | 0                 | 0                 | 0                 | 11       | 0      | 1           | 0          |
| E. Melunovic     | 18           | 8            | 4            | 0            | 3                 | 0                 | 1                 | 0                 | 21       | 8      | 5           | 0          |
| V. Milošević     | 33           | 3            | 11           | 0            | 3                 | 1                 | 0                 | 1                 | 36       | 4      | 11          | 1          |
| G. Mouyémé       | 12           | 2            | 1            | 0            | 1                 | 0                 | 0                 | 0                 | 13       | 2      | 1           | 0          |
| V. Papić         | 18           | 4            | 2            | 0            | 3                 | 0                 | 0                 | 0                 | 21       | 4      | 2           | 0          |
| M. Prus          | 28           | 0            | 4            | 0            | 3                 | 0                 | 0                 | 0                 | 31       | 0      | 4           | 0          |
| C. Racanel       | 34           | 5            | 4            | 0            | 3                 | 0                 | 1                 | 0                 | 37       | 5      | 5           | 0          |
| A. Roso          | 1            | 0            | 0            | 0            | 0                 | 0                 | 0                 | 0                 | 1        | 0      | 0           | 0          |
| C. Schiel        | 10           | 1            | 2            | 0            | 0                 | 0                 | 0                 | 0                 | 10       | 1      | 2           | 0          |
| D. Seo           | 13           | 3            | 1            | 1            | 0                 | 0                 | 0                 | 0                 | 13       | 3      | 1           | 1          |
| F. Süs           | 17           | 0            | 0            | 0            | 1                 | 0                 | 0                 | 0                 | 18       | 0      | 0           | 0          |
| S. Teichmann     | 33           | 3            | 7            | 3            | 3                 | 0                 | 0                 | 0                 | 36       | 3      | 7           | 3          |
| F. Thömmes       | 1            | 0            | 0            | 0            | 0                 | 0                 | 0                 | 0                 | 1        | 0      | 0           | 0          |
| R. Thömmes       | 31           | 3            | 1            | 0            | 3                 | 2                 | 0                 | 0                 | 34       | 5      | 1           | 0          |
| A. Weiszenbacher | 0            | 0            | 0            | 0            | 0                 | 0                 | 0                 | 0                 | 0        | 0      | 0           | 0          |
| D. Winkler       | 16           | 6            | 5            | 0            | 0                 | 0                 | 0                 | 0                 | 16       | 6      | 5           | 0          |
| D. de Wit        | 26           | 2            | 9            | 0            | 1                 | 0                 | 0                 | 0                 | 27       | 2      | 9           | 0          |